# وادي الشجح كليب

تعديل مصدري - تعديل

وادي الشجح كليب هي إحدى قرى عزلة جعار بمديرية خنفر التابعة لمحافظة أبين، بلغ تعداد سكانها 37 نسمة حسب تعداد اليمن لعام 2004.